# Acido cianidrico
L'acido cianidrico, chiamato anche acido prussico, è un acido debole di formula bruta HCN. I suoi sali sono chiamati cianuri.

## Descrizione
A temperatura ambiente è un liquido volatile incolore, i cui vapori hanno un tipico odore di mandorle amare, che industrialmente può essere anche rinforzato; in passato questo era fatto aggiungendo la sostanza revulsiva, opportunamente seccata e polverizzata, degli insetti Pentatomidae. È un composto molto reattivo ed estremamente tossico: 300 ppm di vapori di acido cianidrico nell'aria possono uccidere una persona nell'arco di pochi minuti. È utilizzato nelle camere a gas statunitensi, ottenuto come reazione chimica per contatto tra pastiglie di cianuro di sodio e acido solforico.
La tossicità è dovuta allo ione cianuro (CN-) che, combinandosi con il rame e il ferro presenti nel sito attivo dell'enzima citocromo c ossidasi, blocca la catena di trasporto degli elettroni e, di conseguenza, la respirazione cellulare. La dose mortale per via orale è di circa 1-2 milligrammi per chilogrammo di peso corporeo, mentre una dose più alta conduce a morte pressoché istantanea.
Supporti solidi, come piccole palline o dischetti di polpa di legno o farina fossile, impregnati di acido cianidrico, costituivano lo Zyklon B, il veleno usato nei campi di sterminio della Germania nazista durante l'olocausto per attuare esecuzioni di massa.
L'acido cianidrico è prodotto industrialmente e impiegato come reagente intermedio nella sintesi di numerosi composti chimici, come materie plastiche, coloranti, esplosivi e farmaci.
È prodotto per reazione tra un cianuro e un acido forte, o per sintesi diretta a partire da ammoniaca e metano a 1 200 °C con catalizzatore al platino:
{\displaystyle {\ce {CH4 + NH3 -> HCN + 3H2}}}
Un gruppo di ricerca dell'Università imperiale di Tokyo ha osservato che la prevalente composizione attorno a un buco nero supermassiccio sia di acido cianidrico.